# سیاه‌پوستان کانادا
سیاه‌پوستان کانادا (انگلیسی: Black Canadians؛ فرانسوی: Noirs canadiens‎) به شهروندان یا مقیم‌های دائم کانادا با اصالت آفریقایی زیرصحرایی می‌گویند. جمعیت سیاه‌پوستان کانادا مشتکل از مهاجران از ناحیه کارائیب، سیاه‌پوستان آمریکایی مهاجر، سیاهان نوا اسکوشیا می‌گردد. همچنین بخشی دیگر از سیاه‌پوستان کانادا از نسل بومی‌های کانادا می‌باشند.